# بطولة تونس لكرة السلة للرجال 1956–57
بطولة تونس لكرة السلة للرجال 1956–57 هو الموسم رقم 2 من بطولة تونس لكرة السلة للرجال.

فاز بهذا الموسم الملعب الغالي.

## روابط خارجية
- الموقع الرسمي للجامعة التونسية لكرة السلة.